# Heliu-4

O reprezentare a structurii atomice a atomului de heliu

Heliu-4 (42He sau 44He) este un izotop non-radioactiv de heliu. Este de departe cel mai răspândit dintre cei doi izotopi naturali de heliu, formând aproximativ 99,99986% din heliul de pe Pământ. Nucleul său este același ca o particulă alfa, format din doi protoni și doi neutroni. Dezintegrarea alfa a elementelor grele din scoarța Pământului este sursa din care apare în mod natural heliul-4 de pe Pământ. Heliu-4 este de asemenea produs de fuziunea nucleară din stele. Cu toate acestea, cea mai mare cantitate de heliu-4 din univers (inclusiv cea mai mare parte de heliu din Soare) a apărut la Big Bang.  